# Bleeding (album)
Bleeding è il quarto album in studio del gruppo musicale statunitense Psychotic Waltz, pubblicato il 1º luglio 1996 dalla Bullet Proof Records.

## Tracce
Testi e musiche di Psychotic Waltz.
1. Faded – 3:45
2. Locust – 3:30
3. Morbid – 3:40
4. Bleeding – 3:55
5. Need – 4:49
6. Drift – 3:34
7. Northern Lights – 3:20
8. Sleep – 3:25
9. My Grave – 3:28
10. Skeleton – 3:25
11. Freedom? – 4:47

## Formazione
Gruppo
- Phil Cuttino – basso
- Dan Rock – chitarra, tastiera
- Norm Leggio – batteria
- Brian McAlpin – chitarra
- Buddy Lackey – voce

Produzione
- Psychotic Waltz – produzione
- Scott Burns – ingegneria del suono
- Norwood Castle Barber II – ingegneria del suono, missaggio e produzione aggiuntive
- Dan Rock – ingegneria del suono, missaggio e produzione aggiuntive
- Concept III – ingegneria del suono, missaggio e produzione aggiuntive
- Joe Statt – mastering